# Journal de physique, de chimie, d'histoire naturelle et des arts
El Journal de physique, de chimie, d'histoire naturelle et des arts (abreviado J. Phys. Chim. Hist. Nat. Arts y literalmente Diario de física, de química, de historia natural y de las artes), fue una revista científica editada en Francia de 1771 a 1823. Se publicaron 96 números ininterrumpidos entre 1794 y 1823.

## Historia

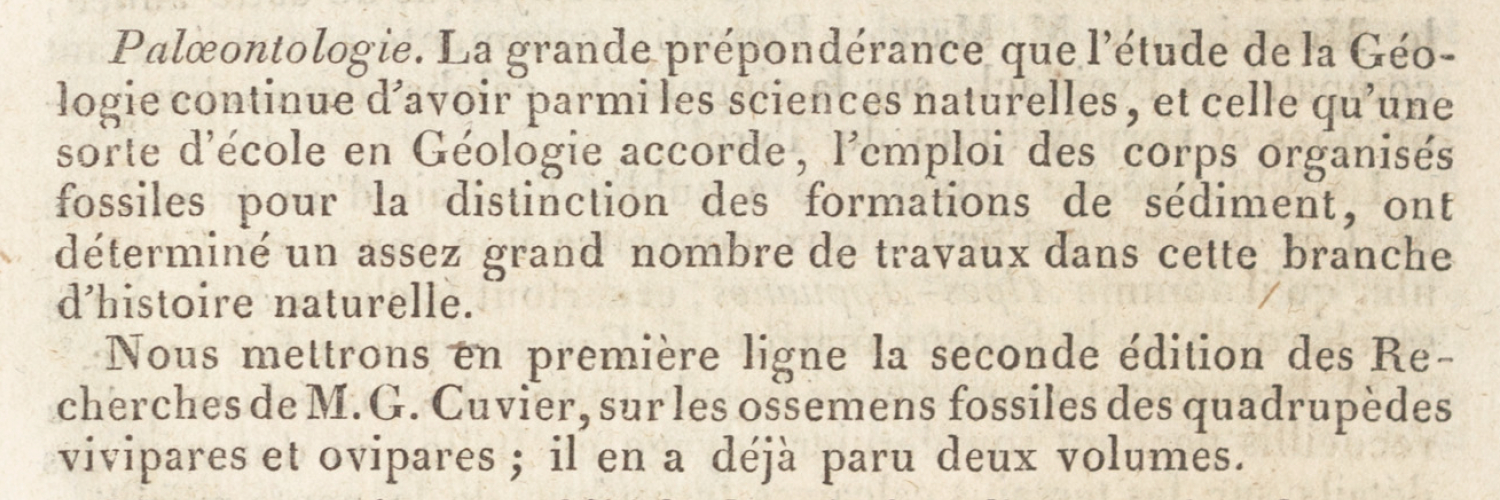
Primera mención del término palæontologie, tal y como fue publicado en enero de 1822 por Henri Marie Ducrotay de Blainville en el Journal de physique.

Esta publicación fue conocida de diferentes maneras, tanto mediante los títulos oficiales que la encabezaban como mediante títulos no tan oficiales como ocurrió en diferentes épocas en las que se popularizaban apelaciones que tomaban el nombre del director de la revista. Por ejemplo, primero se la conoció bajo las apelaciones Journal de l'Abbé Rozier o Journal de Physique de l'Abbé Rozier (Periódico del abad Rozier o Periódico de física del abad Rozier) por el abad François Rozier (1734-1793), quien fue el primer director de publicación de 1771 a 1779. Jean-André Mongez dirigió la publicación de 1779 a 1985, sucedido por Jean-Claude Delamétherie quien fue el director de 1785 hasta su muerte en 1817. En esta época el Journal de phyique empezó a ser conocido como Journal de La Métherie. El último director de publicación fue Henri Marie Ducrotay de Blainville, quien ocupó el cargo de 1817 hasta el cierre de la publicación en 1823. En aquellos años, el título oficial era Journal de physique, de chimie, d'histoire naturelle et des arts (Diario de física, de química, de historia natural y de las artes).
El Journal de physique tuvo una influencia notable entre los científicos de finales del siglo XVIII y principios del XIX. Por ejemplo, la palabra «paleontología» fue acuñada por primera vez por Ducrotay de Blainville en un artículo publicado en el número de enero de 1822 del Journal de physique.